# Aixaridapal-Ekur
Aixaridapal-Ekur o Ašared-apil-ekur va ser rei d'Assíria cap als anys 1076 aC-1074 aC. Era fill de Teglatfalassar I al que va succeir a la seva mort. És un rei desconegut del que només es té notícia per les llistes reials, una de les quals li assigna un any de regnat i la Llista dels reis d'Assíria li'n dona dos.
Segons l'anomenada Història sincrònica era contemporani del rei Ittimardukbalatu de Babilònia (ca. 1140 aC–1132 aC), encara que és més probable que ho fos del rei babiloni Mardukxapikzeri (ca. 1082 aC–1069 aC). Hauria mort de manera natural, potser sense descendència doncs el va succeir el seu germà Aixurbelkala.